# Chablais français
 (février 2017).
Si vous disposez d'ouvrages ou d'articles de référence ou si vous connaissez des sites web de qualité traitant du thème abordé ici, merci de compléter l'article en donnant les références utiles à sa vérifiabilité et en les liant à la section « Notes et références ».

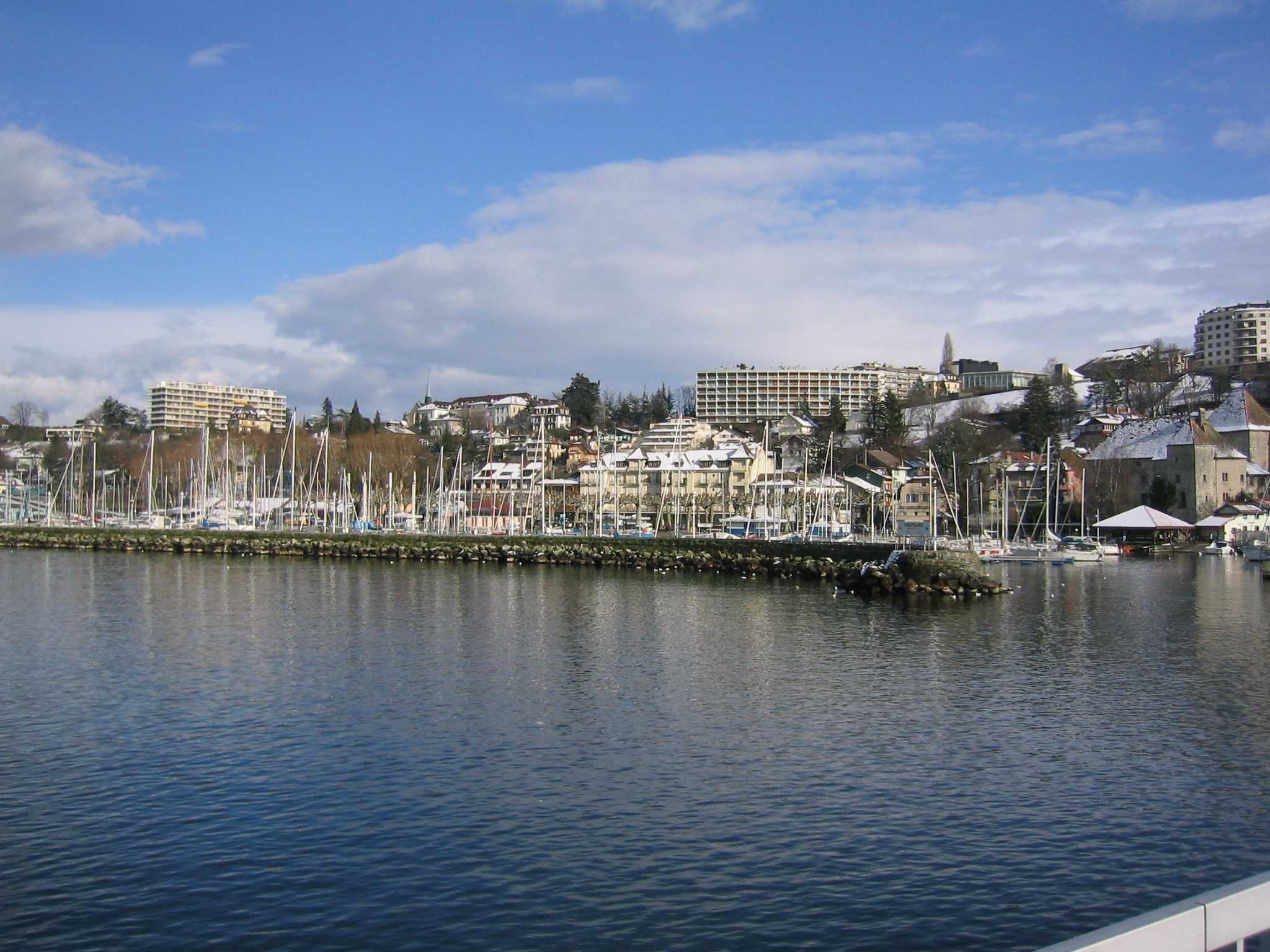
Le Léman, au port de Rives, à Thonon-les-Bains.

Blason du Chablais.

Le Chablais français, aussi appelé Chablais savoyard ou Chablais haut-savoyard depuis l'annexion de la Savoie, est une région naturelle française et fait partie d'une plus vaste région, le Chablais, qui s'étend sur les territoires de la Suisse et de la France. Le sud du Chablais est montagneux ; il constitue le massif du Chablais.
Le Chablais savoyard est la région la plus septentrionale des Alpes françaises. Il s'étend sur près de 900 km2 au nord-est de la Haute-Savoie entre le Léman et la vallée du Giffre, et correspond, approximativement sur le plan administratif, à l'arrondissement de Thonon-les-Bains, les villages de la basse vallée Verte, (Villard, Boëge, Saint-André-de-Boëge et Bogève) en étant exclus. Celui-ci comprend six cantons et regroupe 63 communes.
C'est une région peuplée de 101 000 habitants, soit une densité de 111 habitants par km2, ce qui la situe dans la moyenne française.
Les principales villes du Chablais savoyard sont : Thonon-les-Bains (31 213 hab.), Évian-les-Bains (7 797 hab.), Publier (5 889 hab.), Sciez (4 920 hab.), Douvaine (4 494 hab.) et Morzine (2 940 hab.).

## Géographie
| \| Chablais Val d'Abondance Pays de Gavot Pays de la Côte-en-Chablais Lac Léman Faucigny Pays du Mont-Blanc Vallée Verte Mont Blanc Genevois Lac d'Annecy Savoie Propre Maurienne Tarentaise \| Les pays de Savoie. |
| Chablais Val d'Abondance Pays de Gavot Pays de la Côte-en-Chablais Lac Léman Faucigny Pays du Mont-Blanc Vallée Verte Mont Blanc Genevois Lac d'Annecy Savoie Propre Maurienne Tarentaise                           |

Le Chablais savoyard comprend trois zones géographiques : 
- le Bas Chablais ;
- les pays de la Côte-en-Chablais et de Gavot ;
- le Haut Chablais.

### Le Bas Chablais
Le nord du territoire constitue le bas Chablais bordant la rive sud du Léman, plaine de l'avant-pays savoyard.
La configuration topographique de cet ensemble est étroitement liée à l'action des glaciers quaternaires et la présence du lac. En effet, à l'ère quaternaire, la totalité de la région est occupée par le glacier du Rhône et les écoulements d'organismes fluviatiles comme la Dranse, sont bloqués par la glace. De ce fait, les alluvions apportés par cette rivière viennent s'accumuler contre la paroi de glace. Lors du retrait glaciaire, les sédiments accumulés restent et forment le plateau de Gavot.
À l'est de la Dranse, les marches d'escaliers sont en fait des terrasses qui marquent les étapes du recul glaciaire. Sur ces formations d'origine glaciaire, on peut apercevoir dans le paysage, de petites dépressions qui sont en fait des culots de glace qui, en fondant, ont provoqué de petits effondrements. Ces petites dépressions portent le nom de Voua.

### Le pays de la Côte-en-Chablais et le plateau de Gavot
Le pays de la Côte-en-Chablais se situe sur les premiers contreforts des Préalpes et le pays de Gavot, qui est un haut-plateau situé entre le Léman et la vallée de la Dranse. On y trouve les petites stations familiales de Thollon-les-Mémises et de Bernex-Dent d'Oche (de 1000 à 2000 m).

### Le Haut Chablais
Au sud se situe le haut Chablais montagneux avec, comme principal centre touristique, l'ensemble Morzine-Avoriaz, la Vallée d'Aulps et le Val d'Abondance.
La partie occidentale du haut Chablais ou Alpes du Léman est dans l'ensemble moins élevée, les sommets sont moins tourmentés et s'ouvrent vers le sud, vers la vallée de l’Arve, par une série de petites vallées parallèles et verdoyantes, telles que la vallée du Risse, du Brevon (ou Bellevaux) et celle de la Menoge (ou Vallée Verte). Les sommets moins élevés (1 503 m à la pointe des Brasses, ou 1 607 m à la montagne d'Hirmentaz) accueillent l'hiver de petites et moyennes stations de ski familiales, comme Bellevaux-Hirmentaz, Bellevaux-La Chèvrerie-Roc d'Enfer, Les Habères, Lullin-Col du Feu et Les Brasses.
À la différence de cette partie occidentale peu élevée, la partie orientale du Haut Chablais offre aux skieurs une gamme complète de stations de ski qui culminent à plus de 2 400 m à Avoriaz. Cette dernière constitue le pivot central d'un ensemble de stations savoyardes depuis Les Gets, Morzine et Châtel qui forment le domaine franco-suisse des Portes du Soleil, auquel il faut rajouter des stations de plus basse altitude de la vallée d'Abondance, comme Abondance et La Chapelle d'Abondance, et de Saint-Jean-d'Aulps, ainsi que les stations valaisannes de Champéry, Champoussin, Les Crosets, Morgins, Torgon et Val-d'Illiez.

## Histoire
Avec les traités de Lausanne (1564), puis de Thonon (1569), la Savoie perd définitivement sa domination sur le Chablais pour ne conserver que la partie dite savoyarde, avec Thonon pour capitale.

### Désenclavement du Chablais
À la fin du XXe siècle, du fait de l'attractivité de la région, le Chablais français voit se poser un nouveau problème : celui des infrastructures de transport.

## Économie
Pour cette section, la source provient de l'Agence économique du Chablais.

### L'agriculture
Partagée entre la douceur du microclimat lié au Léman et la rigueur des montagnes, l'agriculture du Chablais regroupe plusieurs filières.

#### La production laitière
c'est la principale activité agricole du Chablais. Cette activité se place sur le marché spécifique des spécialités laitières à haute valeur ajoutée avec les zones d'appellation contrôlée Abondance et Reblochon.
Ce secteur génère des emplois directs et indirects : laiterie, fabricant d'équipements pour laiteries, fromager, affineur... L'Abondance fait vivre quelque 60 producteurs fermiers, près de 300 producteurs de lait et une trentaine d'ateliers de transformation et d'affinage.

#### La culture céréalière
Elle se situe dans la plaine du bas Chablais : blé, orge, maïs est fortement mise en valeur notamment avec la création par les agriculteurs, les minotiers et les artisans boulangers d'une farine spéciale destinée à faire la Chablinette, un pain fabriqué et vendu exclusivement par les artisans boulangers du Chablais. Les céréales sont également utilisées par les exploitations laitières pour l'alimentation animale.

#### La production de fruits
Petits fruits rouges : framboises, cassis, myrtilles, groseilles... à Loisin, Machilly, Ballaison, Fessy.
Pommes, poires, abricots à Ballaison qui a choisi un positionnement haut de gamme.

#### La culture de la vigne et la production de vin
Avec 3 appellations d'origine contrôlée Vins de Savoie (crus Marin, Ripaille, Marignan) et l'AOC Crépy, 25 viticulteurs exploitent 125 ha pour un total de 7 160 hectolitres.

#### Structure de l'agriculture dans le Chablais
Les structures individuelles familiales dominent toujours, mais l'agriculture « sociétaire » a fortement progressé, avec entre autres les GAEC, Groupement Agricole d'Exploitation en Commun, forme sociétaire la plus élaborée. Selon une estimation effectuée à partir des fichiers de la Mutualité agricole, elles occupent un effectif de 1 380 personnes dans le Chablais, soit 17 % du total du département.
Le nombre d'exploitations agricoles a diminué au cours de ces dernières années mais dans le même temps, la superficie moyenne par exploitation a augmenté. Au niveau départemental, elle est de 25 ha, ce qui se situe dans une bonne moyenne européenne (France : 28 ha, Italie : 6 ha).
D'autre part, la double activité est fréquente (près d'une exploitation sur deux). De nombreux agriculteurs cumulent cette fonction avec un emploi touristique, moniteur de ski par exemple. Si l'on s'intéresse aux seules exploitations à temps complet, la surface moyenne par exploitation est encore plus élevée (39 ha au niveau départemental, soit davantage que la moyenne européenne des exploitations à temps complet).
Dans une zone touristique comme le Chablais, l'agriculture trouve des complémentarités avec le tourisme, d'une part avec la pratique de la pluriactivité dans les zones de montagne, et d'autre part avec l'existence d'une offre potentielle dans l'agritourisme.
L'agriculture est une composante essentielle de l'aménagement du territoire. Dans les vallées de montagne, les troupeaux contribuent à l'entretien des paysages. Dans les zones périurbaines, les terres agricoles sont soumises à de fortes pressions foncières, avec le risque de propagation d'une urbanisation diffuse.
Par ailleurs, les productions agricoles ont un impact sur la qualité de l'environnement, et notamment de l'eau. Un programme important de prévention des pollutions est en cours sur le Plateau Gavot, à l'initiative de l'APIEME (association pour la protection de l'impluvium des eaux minérales d'Evian).

### L'industrie
L'industrie employait, fin 1999, 5 675 salariés dans près de 300 établissements ayant au moins un salarié. Le Chablais pèse 10 % des effectifs industriels du département. Les pôles d'attraction sont situés au bord du Léman où les agglomérations de Thonon-Publier-Évian rassemblent 75 % de l'effectif industriel.
Le Chablais ne porte pas l'empreinte d'une tradition industrielle particulière. Trois grandes entreprises de renommée internationale - Évian dans l'industrie agroalimentaire, Thales dans les composants électroniques et Les Papeteries du Léman dans le papier-carton - concentrent 40 % des effectifs. À côté de ces grands établissements, le tissu industriel local est composé de PME particulièrement dynamiques.
Le Chablais dispose d'infrastructures de formation ou de recherche dans le domaine industriel.
Le lycée professionnel du Chablais situé à Thonon dispense des formations de BEP en productique, structure métallique, électrotechnique et une formation en alternance de bac professionnel maintenance industrielle. Un lycée professionnel privé dispense une formation de BEP électrotechnique.
On note la présence de l'INRA et du Centre de Recherche Géodynamique (dépendant de l'Université Paris VI), qui a pour activité la formation d'étudiants à travers un DEUST praticien de l'eau et la recherche dans la datation de l'eau.

### L'artisanat
Le Chablais dispose d'un tissu artisanal dense. Les activités principales en développement, c'est-à-dire le bâtiment et les services à la population, correspondent à la vocation résidentielle et touristique de ce territoire.
La Chambre de Métiers recensait fin 2000, 2 016 entreprises artisanales dans l'arrondissement de Thonon, soit 17 % du total du département.

#### Un poids élevé du bâtiment
La structure par métier fait ressortir le poids du bâtiment : 915 entreprises, soit 45 % des artisans contre 41 % pour la Haute-Savoie. Ce secteur profite localement de l'augmentation du nombre de logements, ainsi que de l'hébergement touristique.
Dans le Chablais, les entreprises du BTP employaient environ 2 500 salariés au début 2000. Suivant un trend à la hausse entre 1999 et 2000, les effectifs du BTP fluctuent en cours d'année au gré des saisons et des chantiers. Sur le plan local comme au niveau national, les employeurs sont confrontés à une pénurie de personnel qualifié.
Les activités artisanales de production sont proportionnellement moins représentées (17,6 % contre 23,7 % pour la Haute-Savoie), notamment dans les métiers des métaux qui sont concentrés dans la Vallée de l'Arve.
27 % des artisans occupent une activité de services. L'alimentation est un peu plus représentée dans le Chablais (10 %) que dans le département (8 %).

#### Une évolution positive depuis 1997
Depuis 1992, le tissu artisanal est resté stable mais les évolutions annuelles montrent une tendance à la baisse jusqu'en 1997, qui marque la fin de la crise dans l'artisanat.
La fin de la décennie enregistre une progression du nombre des artisans. Sur l'année 2000, on compte 16 entreprises supplémentaires. Toutes les activités n'ont pas eu la même évolution : entre 1992 et 2000, la baisse la plus forte se trouve dans la production (- 9 %), puis dans l'alimentation (- 8,8 %) et le bâtiment (- 4,2 %). À l'opposé, les activités de services (transport, réparation, blanchisserie, soins à la personne…) connaissent une augmentation de 22,7 %, grâce à la croissance démographique et au tourisme.

#### Une bonne répartition géographique
Contrairement à l'industrie, l'artisanat est bien réparti dans l'ensemble du Chablais, où il garantit un minimum d'activités économiques et d'emplois. Dans les vallées de montagne, l'artisanat est souvent une activité complémentaire au tourisme pour les pluriactifs.

### Le commerce
Environ 1 400 commerçants détaillants sont implantés dans le Chablais. Globalement, ce chiffre reste stable depuis une dizaine d'années. Parmi ces commerces, une centaine disposent d'une surface de vente supérieure à 300 m2. La grande distribution a d'ailleurs doublé sa surface de vente en 10 ans.
En nombre d'établissements, l'arrondissement de Thonon est le 3e de Haute-Savoie derrière ceux d'Annecy et de Bonneville.
En outre, 13 marchés complètent cette offre commerciale chaque semaine.

#### Un pôle d'emploi important
Le secteur du commerce est bien représenté dans le Chablais avec un effectif de 4 831 salariés en 1999, soit 21 % des effectifs totaux : ce chiffre comprend les saisonniers dans les zones de montagne.
1 670 établissements sont immatriculés au fichier SIRENE comme activités commerciales de gros, intermédiaires ou de détail.

#### 150 000m2de surfaces de vente
La ville de Thonon à elle seule représente un tiers de cette surface de vente, et presque la moitié si on lui adjoint les surfaces de vente d'Anthy et de Margencel (soit 72 000 m2). Evian, Publier et Morzine représente 25 % des surfaces de vente. Le reste du territoire est plus mité, et 11 communes ne disposent d'aucune activité commerciale.

#### Une vaste zone de chalandise
La zone de chalandise du Chablais couvre une population d'environ 140 000 personnes, dont 35 000 résidents en Suisse. L'attractivité de l'appareil commercial chablaisien s'exerce de façon dominante sur les cantons de Thonon et d'Evian, où il capte près de 90 % des dépenses commercialisables. Les secteurs d'Abondance, du Biot et de Douvaine constituent une zone secondaire et les habitants du secteur des Eaux Vives à Genève, une zone tertiaire.

### L'Impact frontalier
La présence proche de la Suisse et de ses emplois avec des salaires élevés entraine un flux migratoire journalier. Les frontaliers représentent une part non négligeable des habitants de la région. Le pouvoir d'achat de ces salariés n'est pas sans impact sur les coûts élevés du logement de la région.

## Tourisme

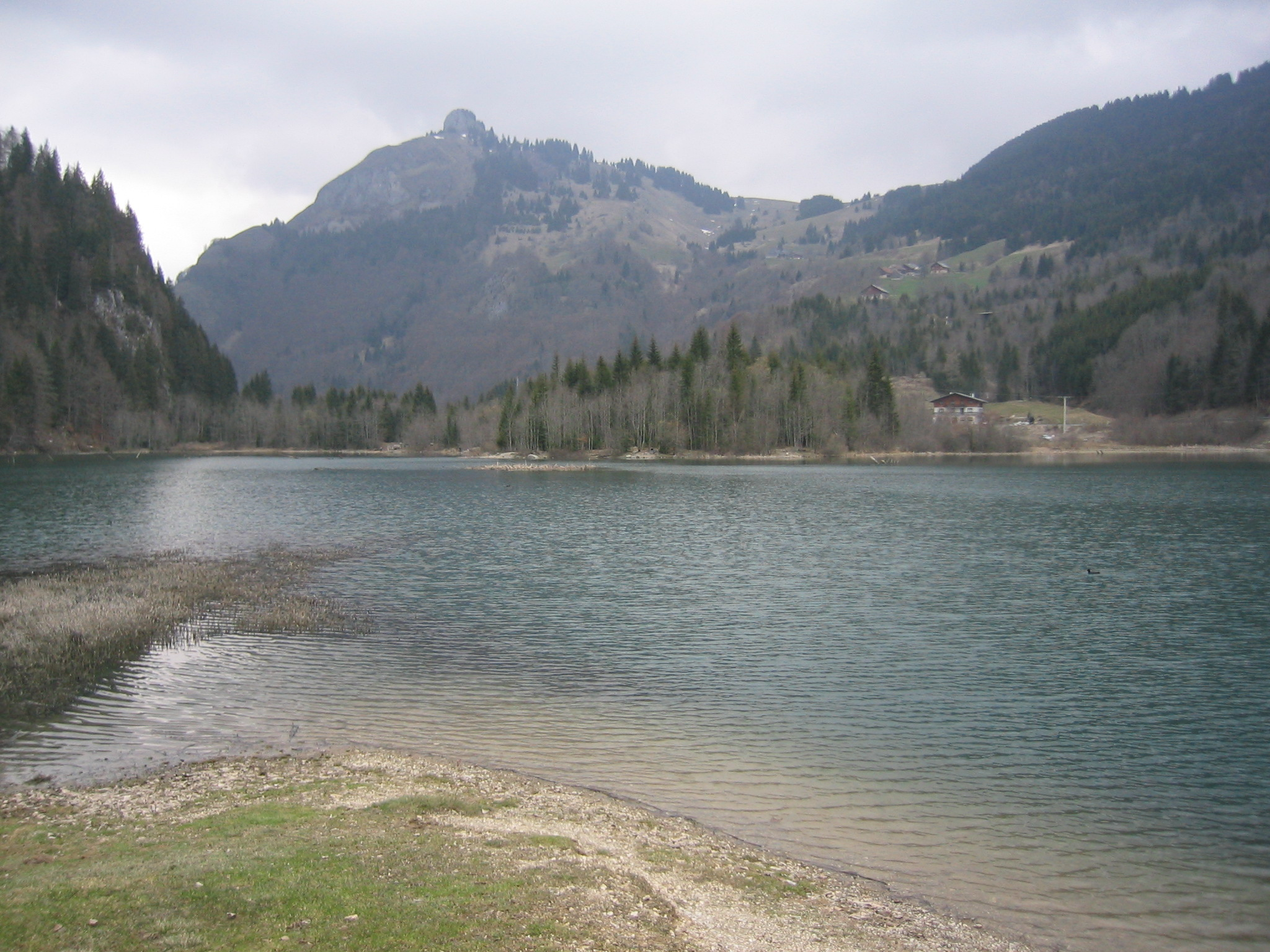
Le Lac de Vallon - à Bellevaux (Hameau de "La Chèvrerie")

- à Abondance : station de ski, le Val d'Abondance, l'Abbaye Notre-Dame d'Abondance et la Maison du Val-d'Abondance ;
- à Allinges : Château-Vieux d'Allinges et Château-Neuf d'Allinges ;
- à Avoriaz : station de ski reliant le domaine des Portes du Soleil et Via ferrata « Saix du Tour » ;
- à Bellevaux : station de ski, Le Lac de Vallon, la montagne d'Hirmentaz, les crêtes de Bellevaux, les alpages de Niflon, de Tré-le-Saix et de Pététoz (lac), La Chévrerie et le Roc d'Enfer, la cascade de Bellevaux et l'accroparc, la cascade de Diomaz, la Croix des Chartreux, la chapelle Saint-Bruno, le Musée de l'Histoire et des Traditions, le Musée de la Faune, le Jardin Alpin, la via ferrata ;
- à Bernex : station de ski, Dent d'Oche, Mont Bénand, Pré-Richard ;
- à Brenthonne : le château Saint-Michel d'Avully ;
- à Champanges : église ;
- à La Chapelle-d'Abondance : station de ski, Via ferrata « Saix de Miolène » ;
- à Châtel : la Vieille Douane ;
- à Évian-les-Bains : le Palais Lumière, la Villa Lumière-Hôtel de Ville, l'Espace Évian (ancienne buvette et source thermale Cachat), la Maison Gribaldi, le Funiculaire Évian-Neuvecelle, l'église Notre-Dame de l'Assomption, le Casino et son théâtre, la villa « La Sapinière », les Jardins de l'eau du Pré Curieux, le Musée Prélude et l'Usine de l'Eau minérale d'Évian , la Barque du Léman, plage, thermes ;
- à Féternes : chapelle ;
- aux Gets : station de ski, le Musée de la musique mécanique ;
- à Habère-Poche : station de ski Les Habères , le plateau des Moises, la montagne d'Hirmentaz ;
- à Habère-Lullin : lac de la Crossetaz, ruines du château de Sonnaz ;
- à Larringes: chapelle ;
- à Lullin : stade de neige du Col du Feu ;
- à Villard : plateau de Plaine-Joux, chemin de croix de Miribel ;
- à Lugrin : le Temple du Fromage, chapelle, plage ;
- au Lac de Montriond, commune de Montriond, tout près de Morzine, ski ;
- à Meillerie : le Prieuré de Meillerie, la Rue des pêcheurs et la Pierre de Jean-Jacques Rousseau ;
- à Morzine : station de ski ;
- à Neuvecelle:  chapelle, plage ;
- à Publier : la Réserve naturelle du Delta de la Dranse, les Boucles du Coteau, le vieux bourg d'Amphion, chapelles, église, sources, buvette, plage, centre nautique et Cité de l'Eau ;
- la Route Terroir Savoir-Faire du Haut-Chablais ;
- à Saint-Jean-d'Aulps : station de ski, l'Abbaye Notre-Dame d'Aulps ;
- à Saint-Gingolph : le quartier historique, le parc accrobranche Leman Forest, le Musée des Traditions et des barques du Léman, plage
- à Saint-Paul-en-Chablais : la base de loisirs du lac de la Beunaz, église, chapelles, marais du plateau de Gavot ;
- à Saxel : l'accroparc, la montagne et le monastère des Voirons ;
- à Sciez-sur-Léman : Château de la Tour de Marignan, le Parc des Aigles du Léman, le Musée de Préhistoire et Géologie et le Musée départemental des Pompiers de Haute-Savoie ;
- à Thollon-les-Mémises : station de ski, télécabine, les Mémises ;
- à Thonon-les-Bains : le Château de Ripaille, l'Arboretum et la Forêt de Ripaille, le Musée du Châblais, le Théâtre Maurice-Novarina, l'Écomusée de la Pêche et du lac et l'Église baroque Saint-Hyppolyte, plage, thermes, funiculaire Rives-Thonon ; Réserve naturelle du Delta de la Dranse ;
- à La Vernaz : les Gorges du Pont-du-Diable au Jotty ;
- à Yvoire : le bourg médiéval, le Labyrinthe Jardin des Cinq Sens et le Domaine de Rovorée-La Châtaignière.

En 2015, le Chablais obtient le nouveau label, « Géoparc mondial UNESCO » (UNESCO Global Geopark), décerné par l'UNESCO.

## Administratif
Le Chablais comprend 61 communes, réparties en 5 intercommunalités : la communauté de communes de la Vallée d'Aulps, le SIVOM du Haut Chablais (vallée du Brevon), la communauté de communes Pays d'Évian Vallée d'Abondance, la Communauté de communes des Collines du Léman, et la communauté de communes du Bas-Chablais.
Toutes les collectivités du Chablais sont adhérentes au Syndicat Intercommunal d'Aménagement du Chablais (SIAC).
De plus, une agence de développement économique sous forme associative regroupe les collectivités et les entreprises du territoire.

## Transports

### Desserte ferroviaire
Le Chablais est desservie par la ligne L1 du Léman Express de la relation Coppet - Évian-les-Bains via Genève-Cornavin et par la ligne 03 du réseau TER Auvergne-Rhône-Alpes de la relation Lyon Part-Dieu - Évian-les-Bains via Bons-en-Chablais, Perrignier et Thonon-les-Bains. Le Chablais est desservie les week-end et jours fériés par les  TGV inOui  reliant  Paris-Gare-de-Lyon à Évian-les-Bains via Thonon-les-Bains. Cette desserte est renforcée l'hiver pour les stations de skis environnantes des Portes du Soleil (Morzine-Avoriaz, Les Gets, Châtel, Abondance) et du massif du Chablais (Bernex, Thollon-les-Mémises).
La réouverture de la ligne du Tonkin entre Évian-les-Bains et Saint-Gingolph est actuellement à l'étude par la région Rhône-Alpes, parallèlement à la réalisation du raccordement Genève-Cornavin - Genève-Eaux-Vives - Annemasse (CEVA) qui permettrait la création de trains directs entre et Évian et Brigue via Martigny.

### Desserte en bus
Le Chablais est desservi par les Cars Région Haute-Savoie avec les lignes 91, 111 et 112 et par les lignes 121, 122, 123, 124, 131, 141, 142, 151, 152 et 271 dépendant de Thonon Agglomération et de la Communauté de communes Pays d'Évian Vallée d'Abondance.

### Desserte lacustre
La CGN assure des liaisons régulières sur les lignes Thonon/Lausanne, Évian/Lausanne, et Chens/Nyon. Elles sont complétées en pleine saison par des liaisons entre la Suisse et la France au départ de Genève et Lausanne, vers Chens-sur-Léman, Yvoire, Thonon-les-Bains, Évian-les-Bains.

### Accès routier
L'accès routier du Chablais, du fait de son enclavement entre lac et montagnes, est très limité depuis l'est et le sud.
À l'ouest : accès routier par la RD 1005 (Ex-RN5) depuis Genève, en passant par Douvaine, et accès depuis la France par la RD1006 depuis Annemasse. De nombreuses autres liaisons locales existent depuis l'ouest.
À l'est : accès depuis la Suisse par la H 21 puis la RD1005 depuis la frontière à Saint-Gingolph, ou par le Pas de Morgins avec la RD 22 depuis la frontière.
Au sud : accès par les cols alpins : Les Gets, vallée du Brevon et vallée verte.

### Désenclavement
À la fin du xxe siècle, du fait de l'attractivité de la région, le Chablais voit se poser un nouveau problème : celui des infrastructures de transport.